# Milk Music
Milk Music era un servizio di streaming musicale online, basato su Slacker Radio, che offriva servizi di streaming in abbonamento e senza pubblicità. Era disponibile come un sito web e tramite app per dispositivi mobili Samsung e Android. Samsung ha chiuso Milk Music a settembre 2016. Qualsiasi istanza installata dell'app richiederà all'utente di scaricare Slacker Radio.